# Domenico Agostini
Domenico Agostino, né le 31 mai 1825 à Trévise en Vénétie, et mort le 31 décembre 1891 à Venise, est un cardinal italien.

## Biographie
Domenico Agostino est nommé évêque de Chioggia en 1871. En 1877, il est promu patriarche de Venise.
Il est notamment le père spirituel de la bienheureuse Marie-Séraphine du Sacré-Cœur.
Le pape Léon XIII le crée cardinal-prêtre lors du consistoire du 27 mars 1882.

## Succession apostolique
Domenico Agostini a ordonné les évêques suivants :
- Archevêque Giovanni Berengo (1878)
- Cardinale Giuseppe Callegari (1880)
- Évêque Ferdinand Maria Ossi, O.C.D. (1883)